# Borat: Cultural Learnings of America for Make Benefit Glorious Nation of Kazakhstan
Borat: Cultural Learnings of America for Make Benefit Glorious Nation of Kazakhstan (ook wel Borat genoemd en op posters: BORДT!) is een Amerikaanse avondvullende speelfilm en mockumentaire uit 2006 met in de hoofdrol Sacha Baron Cohen en gemaakt door Larry Charles. Cohen speelt het titelpersonage Borat Sagdiyev, een reporter uit Kazachstan.

## Verhaal
De Kazachse verslaggever Borat Sagdiyev gaat met regisseur Azamat Bagatov naar Amerika om op verzoek van de Kazachse regering een reportage te maken. Door zijn onbekendheid met de westerse gewoonten komt hij in diverse omstandigheden terecht. In New York probeert hij mensen in de metro en op straat te begroeten, ontmoet hij een humorcoach, en beledigt hij een groep feministen.
Na het zien van Pamela Anderson op de televisie in zijn hotelkamer wil hij haar huwen. Hij overtuigt Azamat naar Californië te reizen, en de reportages onderweg te maken. Hij neemt rijles en koopt een ijscowagen.
Onderweg ontmoet Borat Afro-Amerikanen die hem hun stijl leren, en brengt die vervolgens in de praktijk in een duur hotel. Hij veroorzaakt bijna een rel als hij op een rodeo het Kazachse volkslied zingt op de melodie van het Amerikaanse volkslied. Hij krijgt les over etiquette, en zondigt vervolgens tegen alle regels op een diner. 
Wanneer hij met Azamat uit een hotel wordt gezet overnachten ze in een B&B, waar hij tot zijn schrik ontdekt dat de eigenaar en zijn vrouw joods zijn. Omdat hij als niet-Amerikaan geen pistool kan kopen, koopt hij een beer als bescherming tegen de joden en laat de kinderen die op ijs afkomen ermee schrikken.
Als hij Azamat betrapt op masturbatie met zijn afbeelding van Pamela krijgen de twee ruzie en rennen naakt door het hotel met een rubberen vuist. Ze trekken gescheiden verder.
Borat lift met een paar dronken studenten, die hem een paar levenslessen leren, mee in een camper. Als ze hem de beroemde seksvideo van Pamela Anderson en Tommy Lee laten zien is zijn hart gebroken. In een kerk wordt hij bekeerd tot het christendom en neemt zich voor om Pamela toch te gaan bezoeken, samen met zijn nieuwe vriend, Mr. Jesus.
In Californië ontmoet Borat Azamat opnieuw, en ze leggen het bij. Op een signeersessie van Pamela probeert hij haar in de Kazachse huwelijkszak te stoppen en mee te voeren. Hij wordt afgevoerd door de beveiliging.
Als Borat terug is in zijn dorp blijkt dat Kazachstan toch wat heeft opgestoken van zijn reis. Het dorp is christelijk geworden en de Jodenloop is afgeschaft; in plaats daarvan worden joden gekruisigd en gedood. Borat is getrouwd met een prostituee die hij in Amerika ontmoette.

## Rolverdeling
| Acteur            | Personage      | Opmerkingen |
| ----------------- | -------------- | --- |
| Sacha Baron Cohen | Borat Sagdiyev | een journalist uit Kazachstan, een vrouwonvriendelijke, antisemitische man die wordt afgebeeld als een doorsnee man uit Kazachstan.                                                  |
| Ken Davitian      | Azamat Bagatov | de producent van Borats documentaire. Azamat kwam niet voor in Da Ali G Show maar werd speciaal voor deze film bedacht.                                                              |
| Luenell           | Luenell        | de prostituee, met wie Borat het goed kan vinden. |
| Pamela Anderson   | zichzelf       | Anderson speelt een belangrijke rol in de film als hoofdreden van de reis die Borat maakt door het land. Aan het einde van de film wil Borat met haar op de Kazachse manier trouwen. |

## Citaten
Borat: Jak się masz?! My name-a Borat. I like you! I like sex. It's nice. (openingszin)
Oksana: (terwijl Borat zich klaarmaakt om naar de VS te vertrekken) If you cheat on me, I will come over there and snap off your cock!
Nursultan Tulyakbay: Wave goodbye to your clock radio, asshole!
[Borat is rijlessen aan het nemen]:
Driving Instructor: Use two hands, now.
Borat: What?
Driving Instructor: Two hands.
Borat: But then it look like I am holding a gypsy while he eat my "khram".
Driving Instructor: I don't care what it looks like. You use two hands when you drive, OK?
Borat: I like you, high five!
Borat: (als Borat een mooi meisje ziet) Very nice! How much?
Borat: Are you telling me that the man who tried to put a rubber fist in my anus was a homosexual??

## Achtergrond

### Algemeen
Borat Sagdiyev gaat op verzoek van de Kazachse regering een reportage maken over U S and A (de VS, welteverstaan). De bedoeling van Borat is de Verenigde Staten als voorbeeld te nemen om van Kazachstan een nog beter land te maken. Kazachstan zelf maakt echter niet zo'n goede indruk op de Amerikanen.
De film werd officieel uitgebracht op 1 november 2006, in België. Een dag later volgde Nederland, en op 3 november waren de Verenigde Staten en Groot-Brittannië aan de beurt. In Noord-Amerika bracht de film 29 miljoen dollar op tijdens het weekend na de première, en dat is een record voor een film die in Amerika in minder dan 1.000 zalen draait. De concurrerende films draaiden in meer dan 3500 bioscopen. De weken erna werd Borat dan ook snel in andere bioscopen vertoond, vanwege het grote succes.
De film werd overspoeld met goede reacties, maar de makers kregen ook flink wat problemen door de film. Veel personen die voorkwamen in de film hebben al kritiek geuit of gedreigd met rechtszaken. Vanwege het seksistische en antisemitische karakter van de film werd de film bovendien verboden in alle Arabische landen, met uitzondering van Libanon. Ook in Rusland is er een verbod, omdat de film volgens de Russen materiaal bevat dat kan worden gezien als een aanval op bevolkingsgroepen en regio's. De Duitse Roma en Sinti wilden al eerder een verbod op de film.
In tegenstelling tot Cohens eerste film Ali G Indahouse werd Borat zeer goed ontvangen door filmrecensenten. Op 15 januari 2007 won Cohen een Golden Globe voor "beste acteur in een komedie". Borat werd tevens genomineerd voor een Oscar voor Best Adapted Screenplay, maar verloor die aan The Departed.
Over een vervolg heeft Cohen zowel met Universal Pictures als met 20th Century Fox overlegd. In 2020 kwam het vervolg, Borat Subsequent Moviefilm: Delivery of Prodigious Bribe to American Regime for Make Benefit Once Glorious Nation of Kazakhstan ofwel Borat 2 uit.

### Productie
Met uitzondering van Borat, Azamat, Luenell en Pamela Anderson en alle inwoners van het dorp van Borat is geen enkel personage gespeeld door acteurs. De meeste scènes uit de film waren niet van tevoren geschreven. Scènes die wel waren gepland zijn die met Luenell de prostituee en die met Borat in een vazenwinkel. Vrijwel alle personen die te zien zijn in de film werden niet vooraf gewaarschuwd voor hun rol in de film, maar ze kregen later wel een formulier dat ze moesten ondertekenen waarmee ze toestemden geen rechtszaken te beginnen.
De film zou eigenlijk worden geregisseerd door Todd Phillips. Er waren echter meningsverschillen tussen Cohen en Phillips. Opnamen werden al gemaakt in januari 2005, toen de scènes met de rodeo werden opgenomen. In een interview met Cohen voor Rolling Stone zei hij dat er meer dan 400 uur beeldmateriaal is opgenomen voor de film. Volgens IMDb werd er tijdens die opnamen meer dan 92 keer de politie gebeld.
Volgens de makers heeft het Kazachstan dat wordt afgebeeld in de film geen overeenkomsten met het werkelijke land. De producenten hebben expliciet gezegd dat de film geen afspiegeling vormt van werkelijke gebruiken of gedragingen in dat land. Geen enkele scène werd bovendien opgenomen in Kazachstan zelf, de scènes met Borats dorp werden in werkelijkheid opgenomen in het Roemeense zigeunerdorp Glod. Het dorp kreeg van Cohen en 20th Century Fox 10.000 dollar en goederen in de vorm van computers en kantoorspullen om zich verder te ontwikkelen. De dorpelingen waren echter niet op de hoogte van het werkelijke doel van de opnamen, alhoewel Fox claimt dat het voor de inwoners duidelijk was dat het om een niet-realistische documentaire ging toen er opnamen werden gemaakt voor een belachelijke scène van een koe in iemands huis. Opvallend is dat zowel Borat als Azamat geen Kazachs spreken, Borat spreekt Hebreeuws en Azamat Oost-Armeens.

### Naar aanleiding van de film
Alhoewel de makers van de film een groot deel van de personen in de film om toestemming hadden gevraagd, werden er meerdere rechtszaken tegen 20th Century Fox en andere productiebedrijven aangespannen.
Een groep studenten klaagde in november 2006 20th Century Fox en One America Productions aan omdat zij negatief neergezet zouden zijn in de film. Het gaat om een groepje jongeren dat te zien is wanneer Borat een lift nodig heeft. De studenten pikken Borat op met hun camper. Onderweg laten de jongeren zich negatief uit over vrouwen en etnische minderheden, drinken ze bier en kijken ze samen met Borat naar een seksvideo van Pamela Anderson. Volgens de studenten hadden de bedrijven verklaard dat de film niet in Amerika zou worden uitgezonden, maar dit is toch gebeurd. De studenten eisen een schadevergoeding voor het "aangedane leed". De studenten beweren daarnaast dat de Borat-crew hen flink wat alcoholische dranken had gegeven, zodat ze zouden meewerken. Opvallend is dat een van de studenten, de 24-jarige Justin Seay, op zijn Myspace-account enkele foto's heeft staan waarop hij flink bier aan het drinken is. Daarnaast refereren zijn vrienden meerdere malen op zijn Myspace aan zijn alcoholgebruik. Toch kwam het tot een rechtszaak, maar de studenten kregen ongelijk.
De Amerikaanse journaliste Dharma Arthur van de regionale Amerikaanse zender WAPT beweerde dat zij was ontslagen na het optreden van Borat in haar televisieshow. Ze nodigde hem uit om met hem te praten, maar Borat maakte veel negatieve seksueel getinte uitspraken en verstoorde de weerman tijdens zijn presentatie. Ze eist een verontschuldiging van de filmmakers.
Nog een man klaagde de makers van Borat aan omdat hij vond dat hij psychische schade heeft opgelopen bij een grap van Borat. Borat viel iemand lastig die naar de wc ging. Het fragment is uiteindelijk niet in de film beland, maar werd wel uitgezonden op televisie door Comedy Central.

### Kazachse regering
De Kazachse regering heeft grote bezwaren tegen het personage Borat. Borat doet namelijk geloven dat Kazachstan een achtergebleven land is, waar vrouwen weinig rechten hebben, en homoseksuelen taboe zijn. Al voor dat bekend werd dat er een film gemaakt ging worden, liet Kazachstan zich al meerdere malen negatief uit over Borat.
Op 29 september 2006 ontmoette president Bush de Kazachse president Nazarbayev in het Witte Huis, om te praten over de goede politieke verhoudingen en de film over Borat, die Kazachstan zou beledigen. De dag voor de ontmoeting bracht Borat een bezoek aan het Witte Huis, omdat hij wilde praten met Bush. Hij nodigde Bush uit om samen met hem en andere Amerikanen, zoals "Melvin Gibson" en O.J. Simpson de film te gaan bekijken. Hij werd echter weggestuurd, met een grote menigte pers achter zich aan.
Voor veel Kazachse jongeren is Cohen hun held. De Kazachse regering laat weinig toe in het land, en duldt geen tegenspraak tegen hun ideeën.
Dariga Nazarbayeva, dochter van de Kazachse president, neemt het juist op voor Borat. Zij zegt dat Borat en zijn website het imago van Kazachstan veel minder schaadt dan de pers zegt. Ze zei daarnaast dat het land niet bang moet zijn voor humor.
In november 2006 werd bekend dat de inwoners van het Roemeense dorp Glod, dat moet doorgaan voor de woonplaats van Borat in Kazachstan, dreigen een rechtszaak te beginnen tegen Sacha Baron Cohen. Ze vinden dat ze veel te weinig geld hebben gehad voor hun optreden, namelijk gemiddeld zes dollar per persoon, om hun huizen te laten zien en te figureren in de film. Bovendien moesten de inwoners voor een kleine vergoeding vee in hun huizen laten lopen. Daarnaast voelen de inwoners zich beledigd, omdat ze zich negatief voelen afgeschilderd in de film. De inwoners worden neergezet als prostituees en verkrachters. Volgens de lokale woordvoerder Nicolae Staicu dachten de inwoners van het dorp dat het om een documentaire zou gaan. Hij noemt het bedrog. In december 2006 werd bekend dat dit ook echt gaat gebeuren. Drie zigeuners uit het dorp eisen dertig miljoen dollar omdat ze belachelijk gemaakt zouden zijn.
Later in november zei Sacha Baron Cohen dat hij het typetje Borat bedacht om te laten zien dat iedereen vooroordelen heeft. Hij probeert met zijn typetje absoluut niet het land Kazachstan belachelijk te maken, zo zei hij, maar te laten zien dat veel mensen onterechte vooroordelen over iedereen hebben. Ik wil mensen confronteren met hun eigen vooroordelen en ze toleranter maken tegenover wat vreemd voor ze is, aldus Cohen.
De Kazachse onderminister van Binnenlandse zaken Rakhat Aliyev zei in 2006 dat Cohen maar een keer echt naar Kazachstan moet komen. Dan kan hij zien hoe het er werkelijk aan toegaat aldus Aliyev.

### Dvd-uitgave

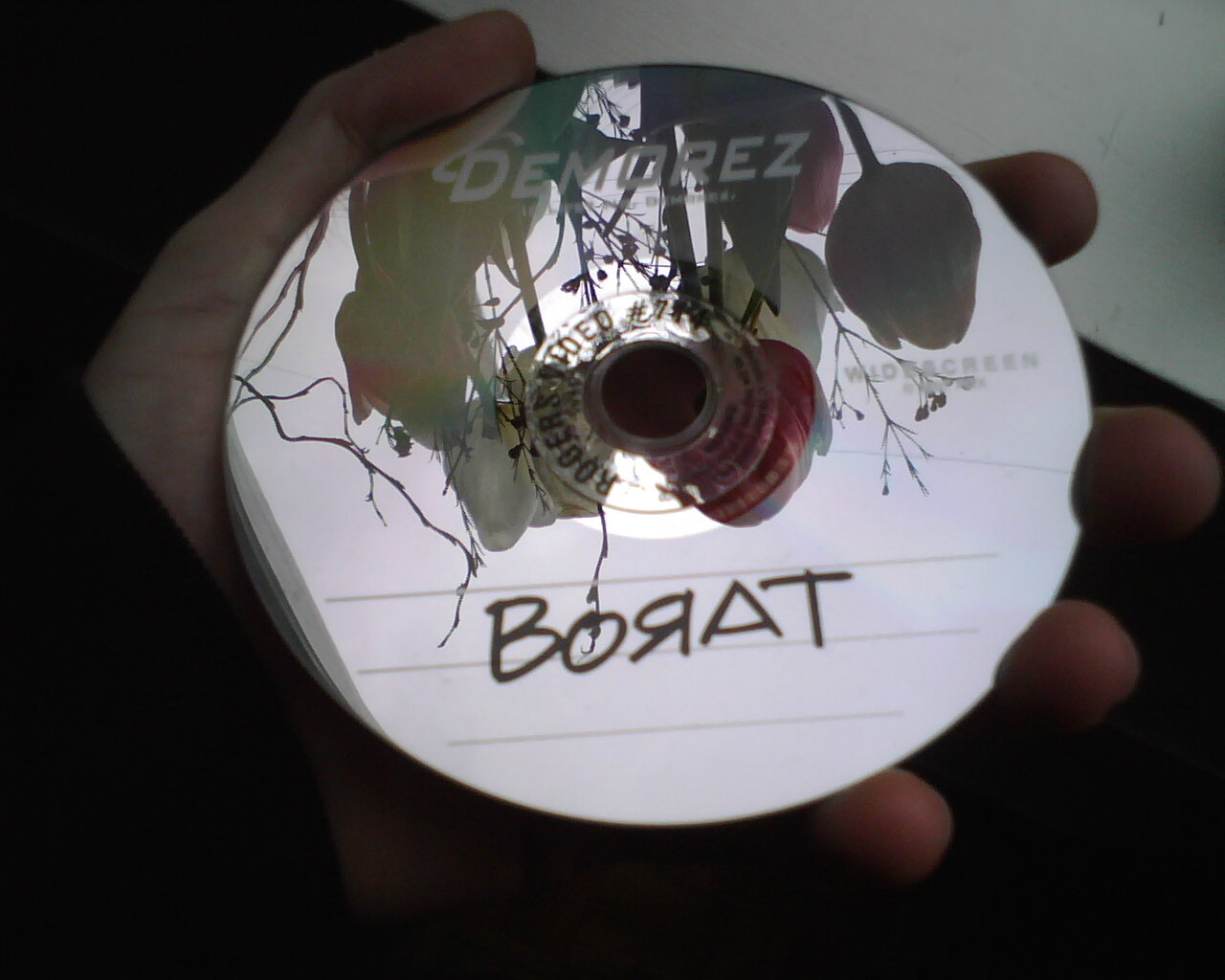
De Borat-dvd in faux-illegale stijl. De regio 1-uitgave bevatte niet de logo’s en de ratingsymbolen.

De regio 2-dvd werd uitgebracht op 5 maart 2007, met de regio 1-versie de dag erna. Speciale extra’s op de dvd waren onder andere verwijderde scènes, advertenties voor het soundtrackalbum en een complete Russische vertaling van de audiotrack. De dvd bevat ook beeldmateriaal van Borats publiciteitstour voor de film.
De verpakking van de regio 1-versie lijkt op die van een doorsnee dvd die men in de winkel kan kopen. Dit als parodie op de vele illegale dvd’s die in omloop zijn van films. De dvd bevat enkel een merknaam, en het woord "Borat" dat er met de hand opgeschreven lijkt te zijn. Bovendien staat de R in "Borat" omgekeerd geschreven, zoals de letter Ja in het Cyrillische alfabet.

## Prijzen en nominaties
Borat: Cultural Learnings of America for Make Benefit Glorious Nation of Kazakhstan werd genomineerd voor 23 prijzen, waarvan hij er 11 won:
2006
- De Ronnie Barker Award – Gewonnen
- De CFCA Award voor Most Promising Performer – Gewonnen
- De LAFCA Award voor Beste acteur (Sacha Baron Cohen) – Gewonnen
- De SFFCC Award voor Beste acteur (Sacha Baron Cohen) – Gewonnen
- De TFCA Award voor beste optreden, mannelijk (Sacha Baron Cohen) – Gewonnen

2007:
- De Academy Award voor Best Writing, Adapted Screenplay
- De Critics' Choice Award voor beste komedie – Gewonnen
- Drie Empire Awards:
  - Beste acteur (Sacha Baron Cohen)
  - Beste komedie
  - Scène van het jaar.
- De Peter Sellers Award for Comedy – Gewonnen
- Twee Golden Globes:
  - Best Performance by an Actor in a Motion Picture - Musical or Comedy (Sacha Baron Cohen) – Gewonnen
  - Best Motion Picture - Musical or Comedy
- De Audience Award voor beste internationale acteur.
- De ALFS Award voor beste acteur (Sacha Baron Cohen)
- Drie MTV Movie Awards:
  - Beste komische optreden (Sacha Baron Cohen) - Gewonnen
  - Beste gevecht
  - Beste film
- Twee OFCS Awards:
  - Best Breakthrough Performance (Sacha Baron Cohen) – Gewonnen
  - Beste acteur (Sacha Baron Cohen)
- De Satellite Award voor beste dvd-extra’s – Gewonnen
- De Teen Choice Award voor Choice Movie Actor: Comedy
- De WGA Award voor Best Adapted Screenplay

## Trivia

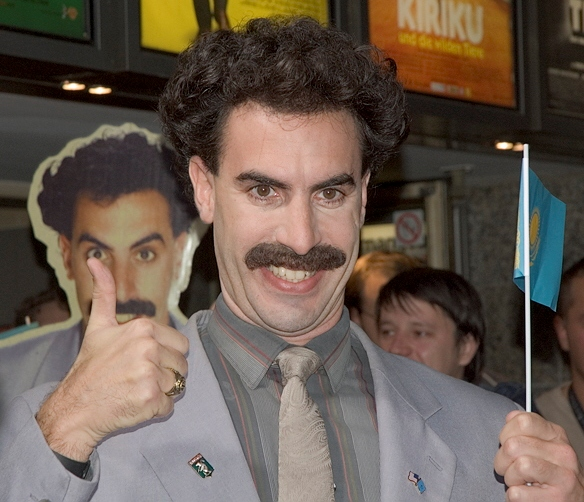
Borat bij de Duitse première

- De film werd op 7 september 2006 voor het eerst vertoond, tijdens het Toronto International Film Festival. Tijdens de vertoning ging de projector echter stuk, waardoor alleen de eerste twintig minuten werden vertoond. Vervolgens werd in diverse landen de film al helemaal voorvertoond. Vanaf 3 november 2006 draaide de film wereldwijd in de bioscopen.
- Het duurde zes weken voordat de snor van Cohen lang genoeg was gegroeid voor zijn rol. Heel soms gebruikt Cohen een nepsnor, maar niet in de film.
- De website borat.kz was enige tijd de internet-thuishaven voor Borat. Kazachstan had veel kritiek op de film en pakte daarom de domeinnaam af. Borat heeft nu een website op Myspace.
- Op 12 oktober was Borat in Nederland, op wereldtournee voor publiciteit voor zijn film. Hij was te gast in een aantal Nederlandse televisieprogramma's waaronder JENSEN!, en was te gast in Amsterdam, waar hij een persconferentie gaf. Bij de persconferentie zei hij onder andere dat Kazachstan weinig verschilt van Nederland, Sinds kort mogen vrouwen in Kazachstan ook ín de bus meerijden en hoeven ze er niet langer buiten te hangen, en homo's zijn niet langer verplicht een blauw hoofddeksel te dragen. Wel had Borat commentaar op Nederland. Vrouwen mogen hier stemmen en paarden niet, onvoorstelbaar. In mijn land zeggen we dat het geven van macht aan vrouwen hetzelfde is als een wapen geven aan een aap. Het is extreem gevaarlijk.
- In de film maakt Borat duidelijk dat hij joden maar niks vindt. Sacha Baron Cohen, de acteur van Borat, is echter zelf joods.
- De film had op 6 november een score van 8,6 op IMDb, de grootste Engelstalige filmsite, en stond daarmee op nummer 116 van hoogst gewaardeerde films ooit. Inmiddels (2012) is de score gezakt naar 7,4. Op RottenTomatoes.com heeft de film een score van 92%.
- Borat groet mensen met het woord Jagshemash!!!, dat van het Pools afgeleid is. Het betekent Hoe gaat het?.
- Sacha Baron Cohen werd in november 2006 aangevallen door een Amerikaan, nadat hij zijn typetje Borat deed in New York. Hij vroeg aan een voorbijganger Ik hou van je kleding. Ze zijn leuk! Mag ik ze alsjeblieft kopen? Ik wil seks met ze. De man waardeerde deze uitspraak niet en gaf Cohen daarom enkele klappen, waaronder één in het gezicht. Zijn collega Hugh Laurie schoot hem te hulp en hield beide mannen uit elkaar. Cohen heeft geen verwondingen aan het incident overgehouden. Laurie vermoedt dat de man dacht dat hij werd aangevallen door een labiel persoon. De filmstudio heeft Cohen al eerder aangeraden goed uit te kijken wanneer hij zijn typetje Borat doet, omdat sommige mensen zijn optreden niet weten te waarderen.[4]
- Borat bracht meer op in de VS dan elke andere film die in minder dan 1.000 zalen draaide. De vorige recordhouder was Fahrenheit 9/11.
- De soundtrack en andere muziek die is gebruikt in de film zijn uitgebracht op een cd. De muziek bevat onder meer Mahalageasca van Mahala Raï Banda en Shantel, en het nummer Born to Be Wild, dat ook gebruikt wordt in de trailer.
- In de film komen scènes voor die gebaseerd zijn op andere films, waaronder Being There (Borat ziet de lift aan voor de hotelkamer), The Blair Witch Project (de scène waarin Borat logeert bij een joods koppel), Women in Love (de naakte vechtscène in het hotel), Dirty Harry en Sudden Impact.[bron?]